# Hélène Fourment
Pour les articles homonymes, voir Fourment.
Hélène Fourment, née le 11 avril 1614 à Anvers et morte le 15 juillet 1673 à Bruxelles, est une personnalité du XVIIe siècle connue comme étant la deuxième épouse de Pierre Paul Rubens.

## Biographie
Hélène Fourment est la fille cadette d'un négociant en tapisseries et soieries, Daniel Fourment, et de Claire Stappaert. Sa grand-mère paternelle est Jehanne Bulteau, dont le frère sera un réfugié huguenot en Angleterre.
Elle se marie avec Rubens en 1630 ; elle a seize ans, lui cinquante-trois. Ils ont quatre enfants de cette union : Clara Johanna, François, Hélène et Pierre Paul.
Devenue veuve, elle épouse le diplomate Jean-Baptiste de Brouchoven, comte de Bergeyck, avec lequel elle a encore cinq enfants, dont l'un, Jean de Brouchoven, comte de Bergeyck, devient le surintendant des Flandres où sa bonne réputation le fait surnommer le « Colbert des Flandres », et un autre, Hyacinthe-Marie de Brouchoven eut une carrière politique et diplomatique.
Le peintre l'avait choisie auparavant comme modèle pour L'Éducation de la Vierge (Musée royal des beaux-arts d'Anvers). Il ne se lassera pas de glorifier sa jeune beauté blonde ; parmi les chefs-d'œuvre qu'elle lui a inspirés, citons Hélène Fourment en robe de mariée (Alte Pinakothek de Munich), La Petite Pelisse (Kunsthistorisches Museum de Vienne), Hélène Fourment et deux de ses enfants, Hélène Fourment sortant du bain, Hélène Fourment au carrosse (musée du Louvre), Portrait d'Hélène Fourment (musée Calouste-Gulbenkian de Lisbonne).

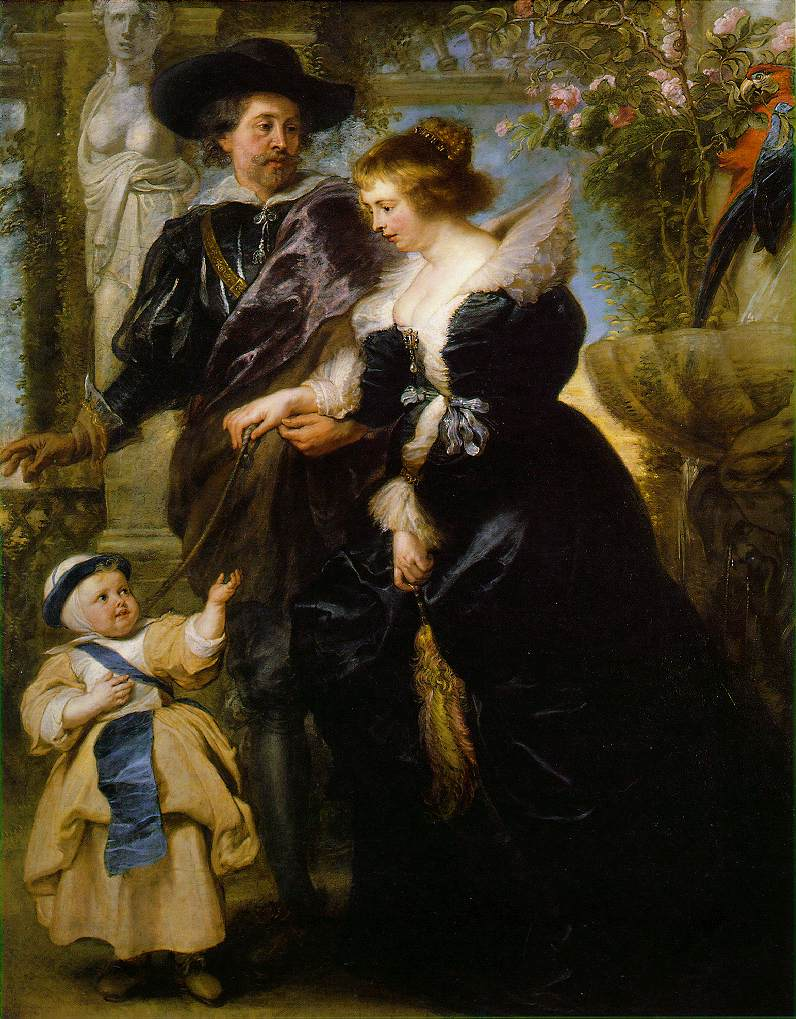
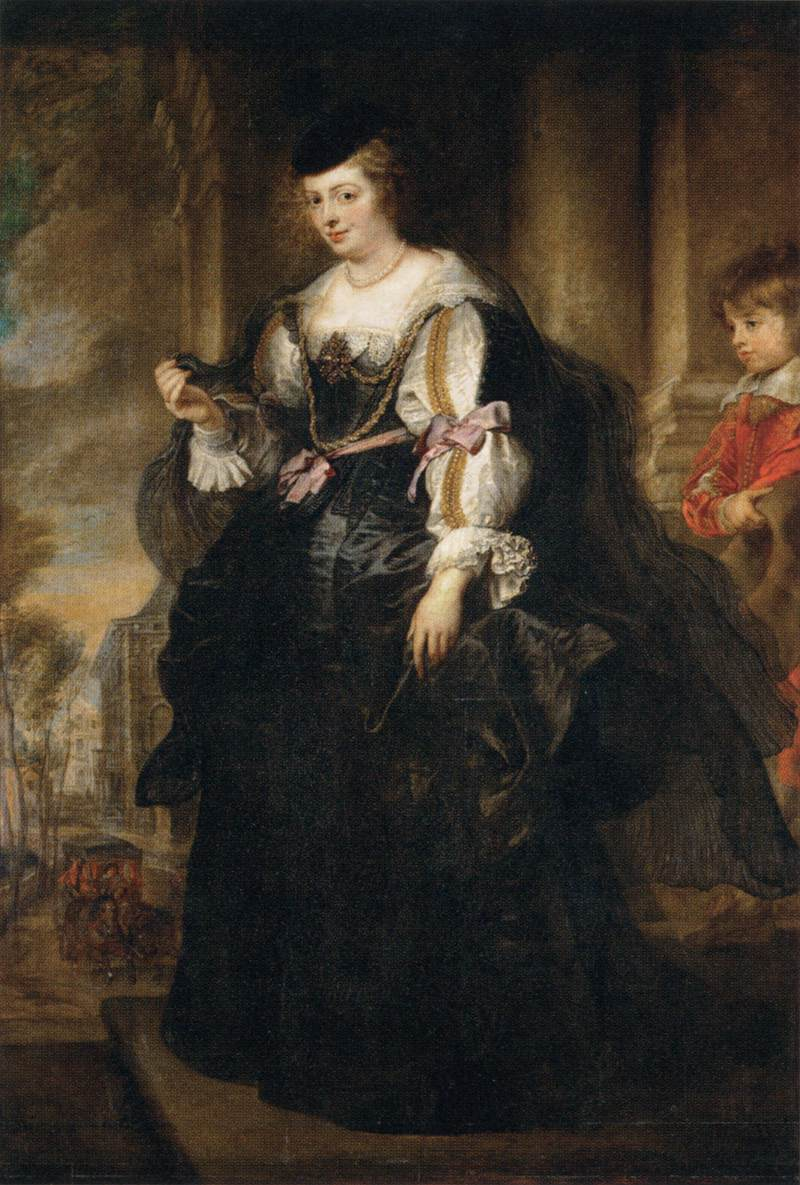
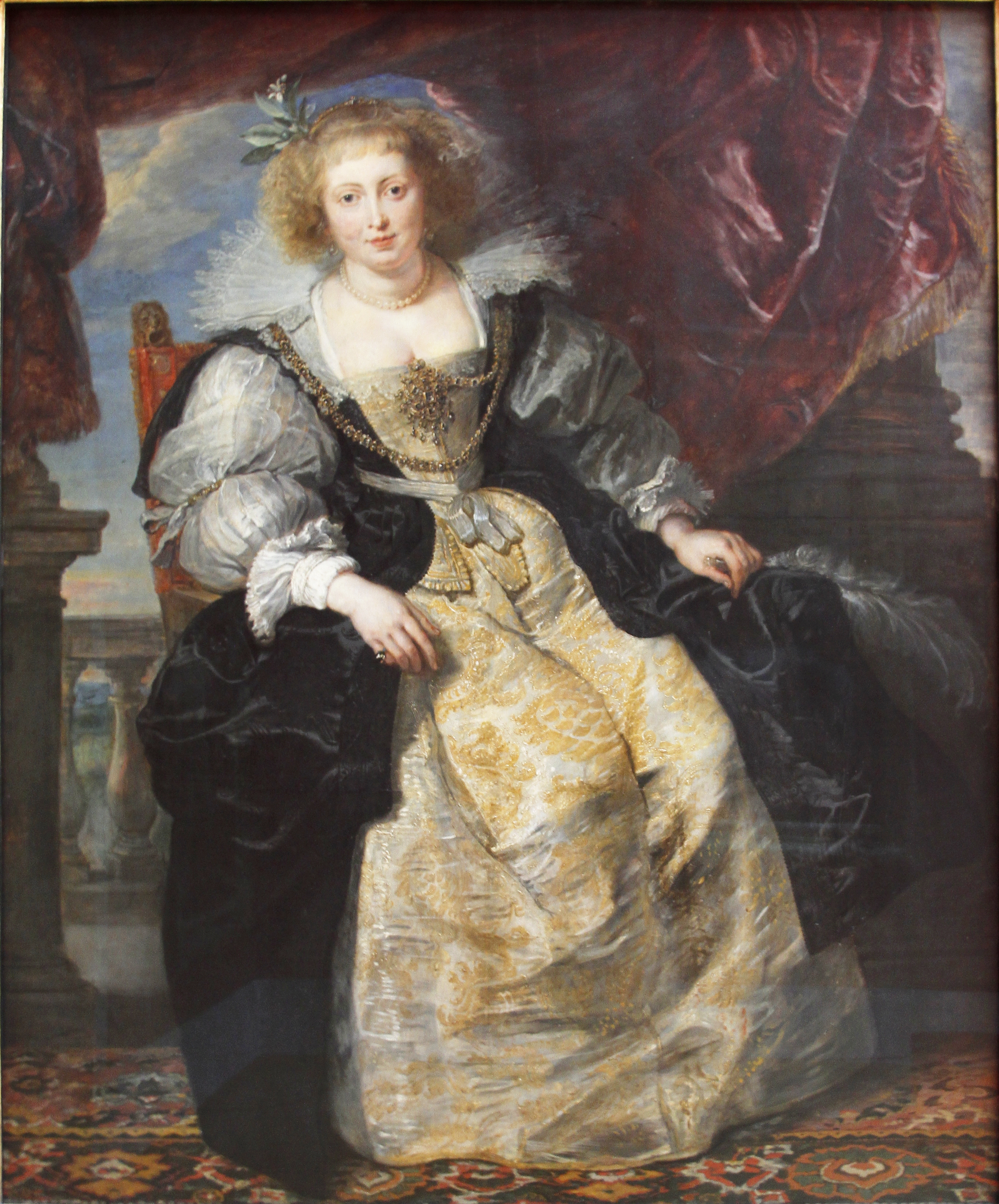
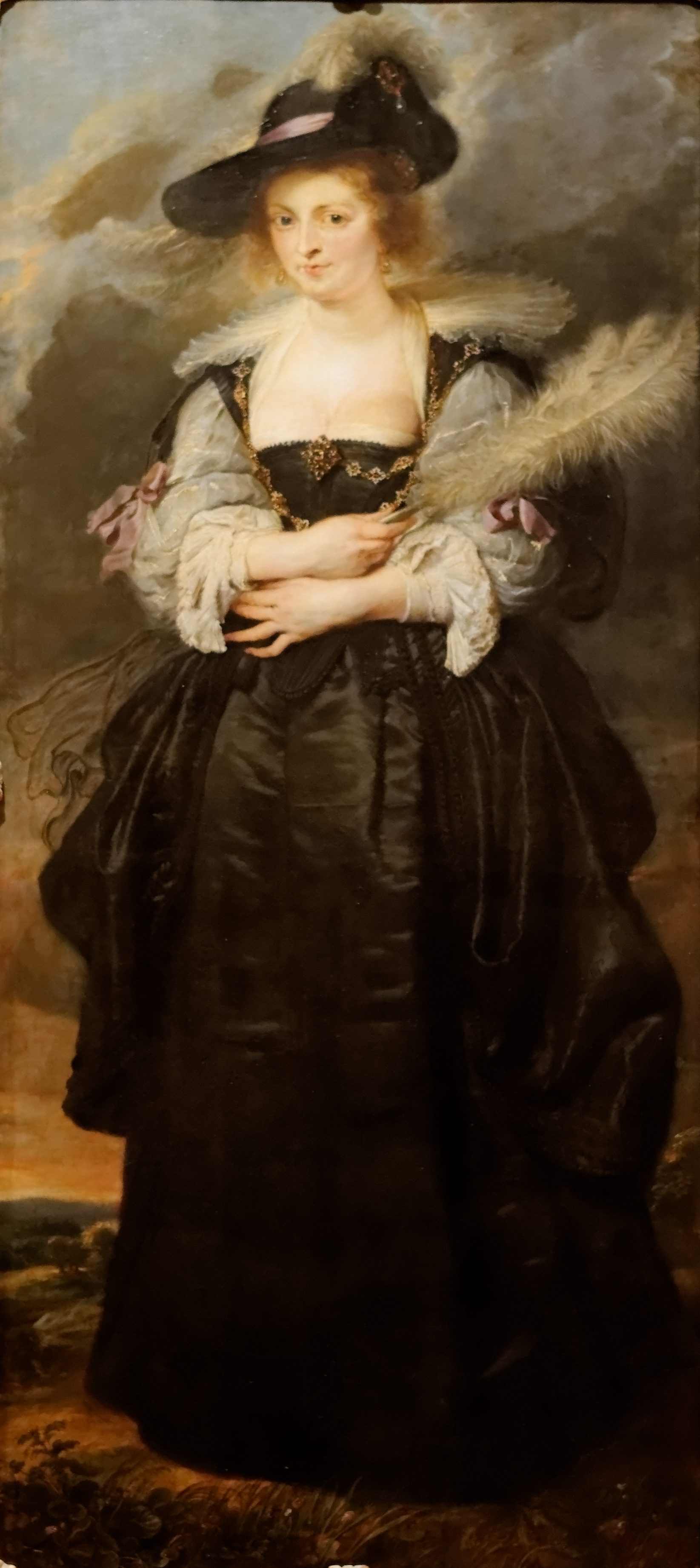
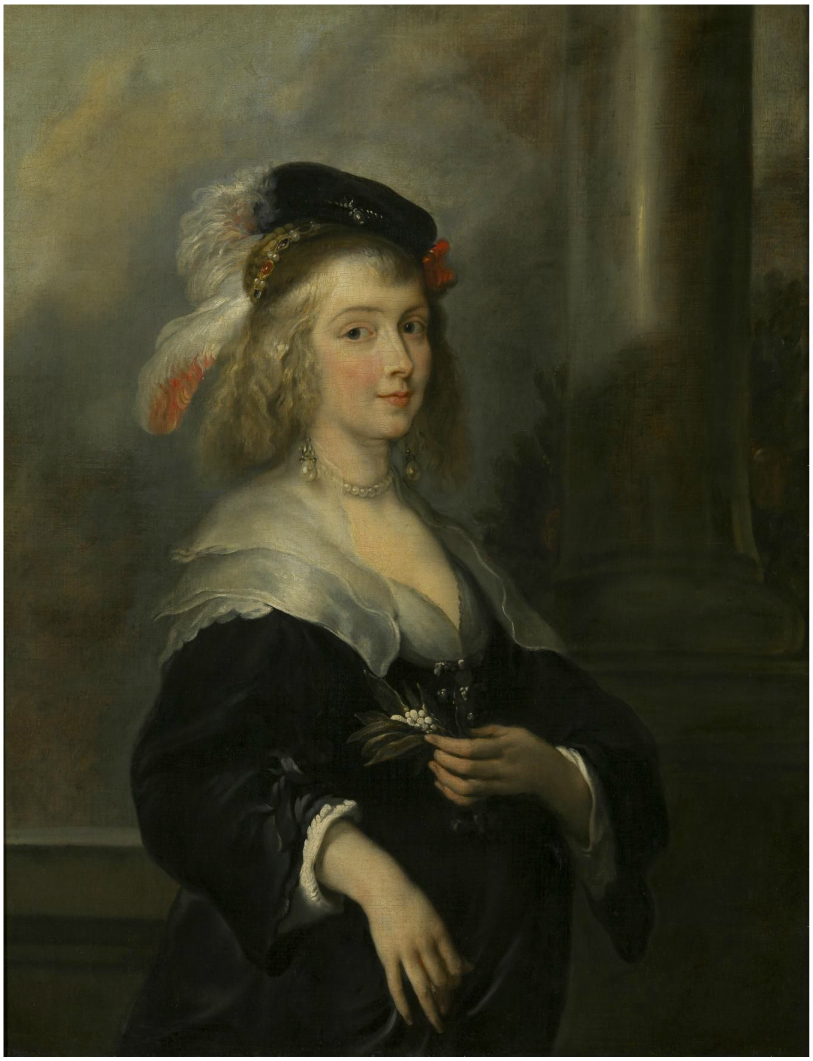
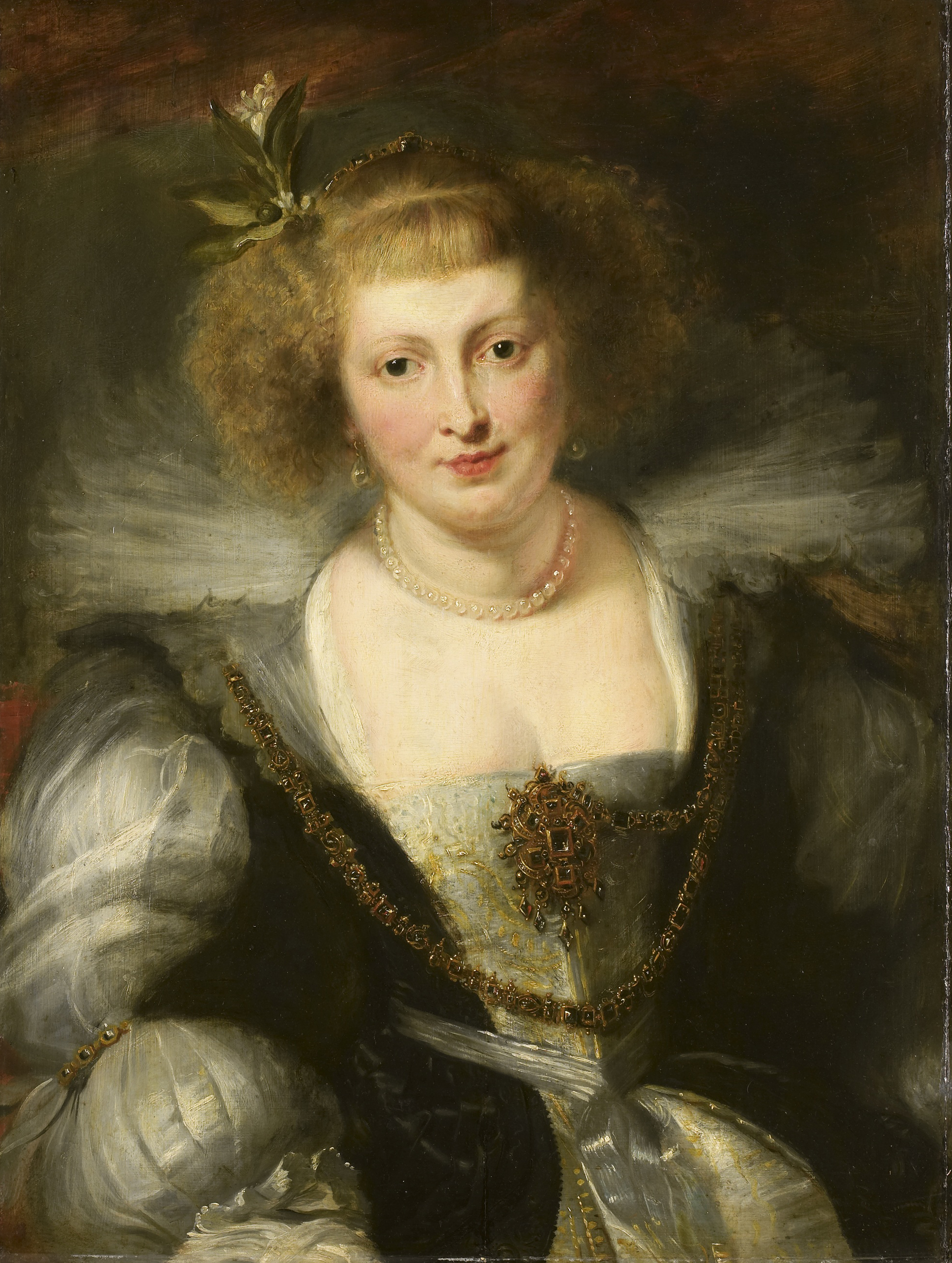
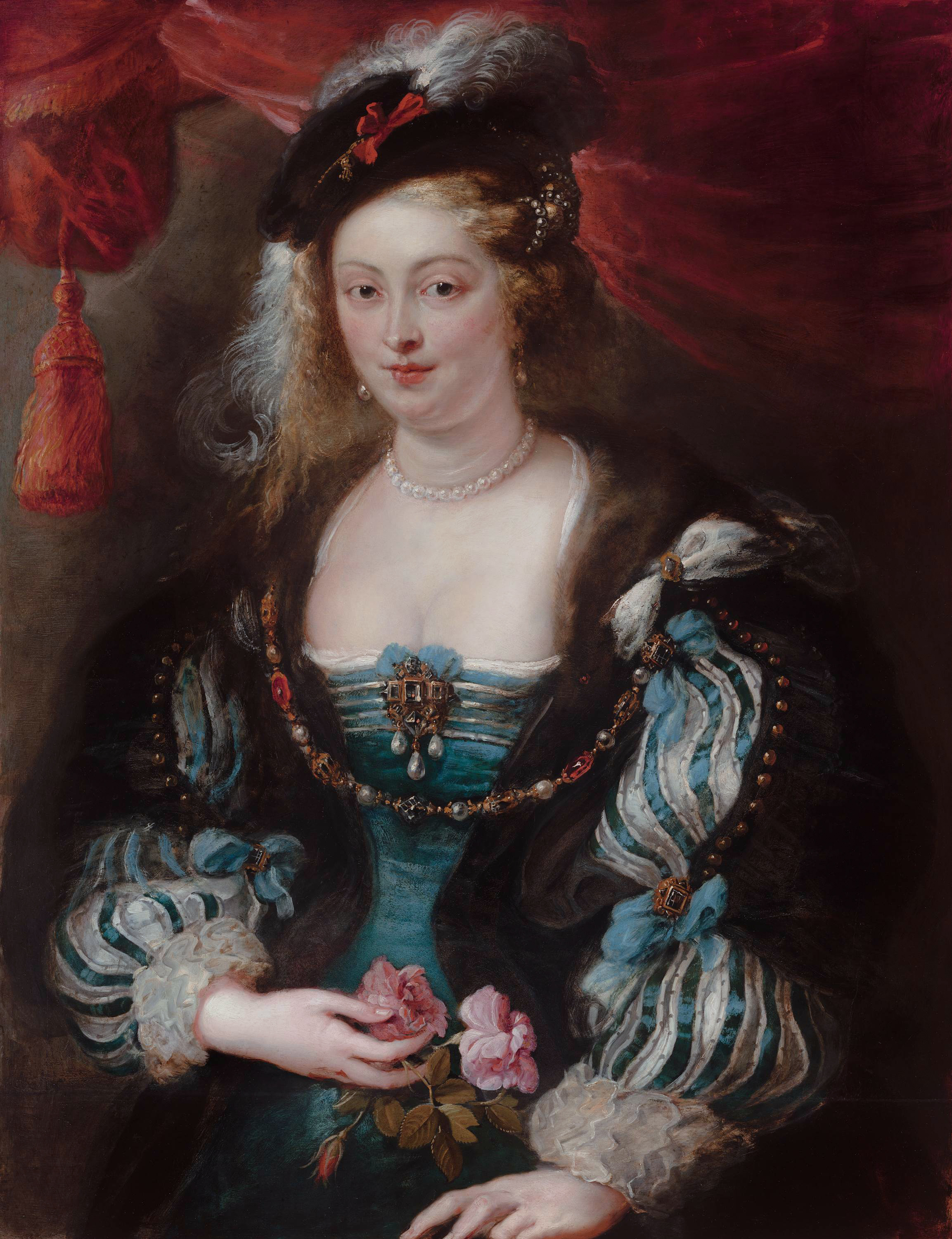
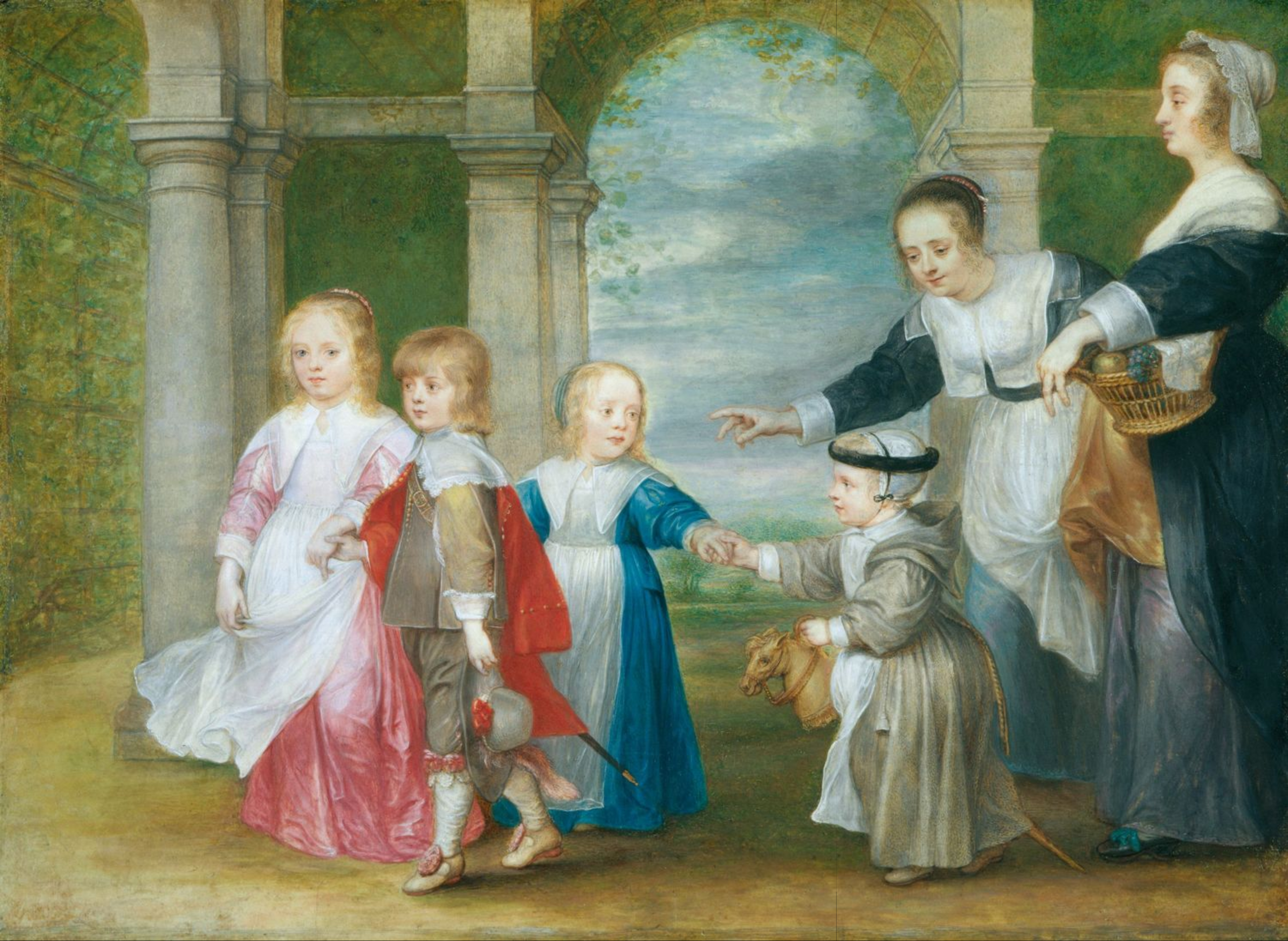